# Lettonie au Concours Eurovision de la chanson 2019
La Lettonie est l'un des quarante et un pays participants du Concours Eurovision de la chanson 2019, qui se déroule à Tel-Aviv en Israël. Le pays est représenté par le groupe Carousel et sa chanson That Night sélectionnés via l'émission Supernova 2019. Le pays termine à la 15e place de sa demi-finale, recevant un total de 50 points, ce qui ne lui permet pas de se qualifier en finale.

## Sélection
Le pays confirme sa participation le 27 juillet 2018.

### Format
L'émission Supernova est reconduite pour une cinquième édition, ce qui est confirmé lors de l'appel à candidatures le 3 septembre 2018. 
Sur les 83 chansons reçues par la télévision lettone, 33 sont retenues pour passer des auditions, rendues publiques le 26 novembre 2018. 16 candidats passent à l'étape suivante des demi-finales.

### Chansons
| Artiste                     | Chanson                     |
| --------------------------- | --------------------------- |
| Carousel                    | That Night                  |
| Aivo Oskis                  | Somebody's got my lover     |
| Dziļi Violets feat. Kozmens | Tautas dziesma              |
| Laime Pilnīga               | Awe                         |
| Samanta Tīna                | Cutting the wire            |
| Markus Riva                 | You make me so crazy        |
| Adriana Miglāne             | Scared of Love              |
| Double Faced Eels           | Fire                        |
| Elza Rozentāle              | You came on tiptoe          |
| Edgars Kreilis              | Cherry Absinthe             |
| Kristiāna Bumbiere          | Remedy                      |
| Laika Upe                   | Listen to the way I breathe |
| Kristīne Pastare (Peress)   | Smaragdi un pelni           |
| Alekss Silvērs              | Fireworks                   |
| Līga Rīdere                 | Būšu tepat                  |
| Kris & Oz                   | Midnight streets            |

### Demi-finales
Lors de chaque demi-finale, huit artistes participent, dont quatre se qualifient pour la finale.
Le jury est composé de quatre membres :
- DJ Rudd – Animateur radio
- Linda Leen – Chanteuse et ancienne participante
- Ralfs Eilands – A représenté la Lettonie en 2013 avec le groupe PeR
- Artis Dvarionas – Musicien, animateur radio

- Qualifiés

#### Demi-finale 1
Elle a lieu le 26 janvier 2019. Des huit artistes participants, quatre se qualifient pour la finale. Les qualifiés ont été décidés grâce à un vote du jury et du télévote.
| Ordre | Artiste        | Chanson                 | Jury | Télévote | Total | Place |
| ----- | -------------- | ----------------------- | ---- | -------- | ----- | ----- |
| 1     | Kris & Oz      | Midnight streets        | 8    | 8        | 16    | 8     |
| 2     | Alekss Silvērs | Fireworks               | 6    | 7        | 13    | 7     |
| 3     | Līga Rīdere    | Būšu tepat              | 6    | 5        | 11    | 6     |
| 4     | Laime Pilnīga  | Awe                     | 1    | 3        | 4     | 1     |
| 5     | Edgars Kreilis | Cherry Absinthe         | 2    | 2        | 4     | 2     |
| 6     | Elza Rozentāle | You came on tiptoe      | 5    | 6        | 11    | 6     |
| 7     | Aivo Oskis     | Somebody's got my lover | 3    | 4        | 7     | 4     |
| 8     | Samanta Tīna   | Cutting the wire        | 4    | 1        | 5     | 3     |

#### Demi-finale 2
Elle a lieu le 2 février 2019. Des huit artistes participants, quatre se qualifient pour la finale. Les qualifiés ont été décidés grâce à un vote du jury et du télévote.
| Ordre | Artiste                     | Chanson                     | Jury | Télévote | Total | Place |
| ----- | --------------------------- | --------------------------- | ---- | -------- | ----- | ----- |
| 1     | Dziļi Violets feat. Kozmens | Tautas dziesma              | 4    | 4        | 8     | 4     |
| 2     | Peress                      | Smaragdi un pelni           | 2    | 8        | 10    | 5     |
| 3     | Laika Upe                   | Listen to the way I breathe | 8    | 6        | 14    | 8     |
| 4     | Carousel                    | That Night                  | 1    | 3        | 4     | 1     |
| 5     | Kristiāna Bumbiere          | Remedy                      | 5    | 7        | 12    | 6     |
| 6     | Double Faced Eels           | Fire                        | 3    | 2        | 5     | 2     |
| 7     | Adriana Miglāne             | Scared of Love              | 7    | 5        | 12    | 6     |
| 8     | Markus Riva                 | You make me so crazy        | 5    | 1        | 6     | 3     |

### Finale
Lors de la finale, le gagnant est désigné grâce au télévote et au vote d'un jury. Le télévote se décompose en quatre parties : les votes par SMS, les votes sur le site Internet, le nombre de vues sur Spotify et le nombre de votes via l'application Alpha.
- Vainqueur

| Ordre | Artiste                     | Chanson                 | Jury | Télévote | Télévote | Télévote | Télévote | Télévote | Total | Place |
| Ordre | Artiste                     | Chanson                 | Jury | SMS      | Internet | Spotify  | Alpha    | Total    | Total | Place |
| ----- | --------------------------- | ----------------------- | ---- | -------- | -------- | -------- | -------- | -------- | ----- | ----- |
| 1     | Markus Riva                 | You Make Me So Crazy    | 5    | 23,86%   | 17,38%   | 24,48%   | 42,25%   | 1        | 6     | 2     |
| 2     | Edgars Kreilis              | Cherry Absinthe         | 4    | 3,68%    | 3,53%    | 6,30%    | 1,94%    | 7        | 11    | 6     |
| 3     | Aivo Oskis                  | Somebody's Got My Lover | 8    | 1,22%    | 0,85%    | 12,00%   | 1,94%    | 8        | 16    | 8     |
| 4     | Double Faced Eels           | Fire                    | 3    | 5,44%    | 8,64%    | 39,46%   | 11,24%   | 4        | 7     | 4     |
| 5     | Dziļi Violets feat, Kozmens | Tautasdziesma           | 7    | 13,46%   | 17,88%   | 4,59%    | 17,05%   | 3        | 10    | 5     |
| 6     | Laime Pilnīga               | Awe                     | 2    | 18,33%   | 14,85%   | 4,80%    | 6,20%    | 5        | 7     | 3     |
| 7     | Samanta Tīna                | Cutting the Wire        | 6    | 8,73%    | 10,61%   | 3,80%    | 10,85%   | 6        | 12    | 7     |
| 8     | Carousel                    | That Night              | 1    | 25,28%   | 26,26%   | 4,57%    | 8,53%    | 2        | 3     | 1     |

La finale se conclut par la victoire du groupe Carousel et de leur chanson That Night, qui représenteront donc la Lettonie à l'Eurovision 2019.

## À l'Eurovision
La Lettonie participe à la deuxième demi-finale, le 16 mai 2019. Y terminant 15e avec 50 points, le pays ne parvient pas à se qualifier pour la finale.